# 요시모토흥업
요시모토흥업(일본어: 吉本興業 요시모토코교[*], 영어: Yoshimoto Kogyo Co., Ltd.)은 일본의 기업이다. 오사카부 오사카시 주오구와 도쿄도 신주쿠구에 본사를 둔다. 텔레비전 · 라디오 프로그램 제작 등을 전개하는 요시모토 흥업 그룹의 지주 회사이다. 통칭 요시모토로 불린다. 1912년 4월 1일 창립 이래 2007년 9월 30일까지 일본 연예 기획사 중 가장 오래된 역사를 가지고 있었지만, 2007년 10월 1일부터 지주 회사 제도로 인해 회사의 사업 부문은 Showtitle에 각각 분화되었다.